# Oxydia vitiligata
Oxydia vitiligata là một loài bướm đêm trong họ Geometridae.